# Edimilson Fernandes
Edimilson Fernandes Ribeiro (* 15. April 1996 in Sion) ist ein Schweizer Fussballspieler. Der offensive Mittelfeldspieler steht beim BSC Young Boys unter Vertrag und ist Schweizer Nationalspieler.

## Familie
Fernandes hat portugiesische und kapverdische Wurzeln. Sein Cousin ist der ehemalige Profifussballer Gelson Fernandes.

## Karriere

### Vereine
Fernandes begann seine Karriere 2004 beim FC Fully und wechselte 2007 in die Jugendabteilung des FC Sion. Dort rückte er zur Saison 2012/13 zur zweiten Mannschaft des Vereins auf und kam für diese in der drittklassigen Promotion League zum Einsatz. Am 1. Juni 2013 kam er beim 4:2-Heimsieg gegen den FC Zürich zu seinem Debüt für die erste Mannschaft in der Super League. Ab der Spielzeit 2014/15 gehörte Fernandes fest dem Kader der ersten Mannschaft an. Am 7. Juni 2015 gewann er mit dem Verein nach einem 3:0-Finalsieg gegen den FC Basel den Schweizer Cup und qualifizierte sich damit für die Europa League 2015/16. Dort schied er mit der Mannschaft im Sechzehntelfinal aus.
Zur Saison 2016/17 wechselte Fernandes zum englischen Erstligisten West Ham United, bei dem er einen Vierjahresvertrag unterschrieb. Die Spielzeit 2018/19 spielte Fernandes auf Leihbasis bei der AC Florenz in der Serie A.
Zur Saison 2019/20 wechselte er zum deutschen Bundesligisten 1. FSV Mainz 05. Sein Vertrag läuft bis 2023. Die Spielzeit 2021/22 verbrachte der Schweizer beim Ligakonkurrenten Arminia Bielefeld, der im Anschluss eine Kaufoption gehabt hätte. Das Leihgeschäft wurde im Februar 2022 vorzeitig beendet und Fernandes an den BSC Young Boys verliehen. Im Sommer 2022 kehrte er wieder zu Mainz 05 zurück und kam in der Saison 2022/23 auf 32 von 34 möglichen Ligaeinsätzen.
Ende August 2024 wurde Fernandes für eine Saison an Stade Brest verliehen.
Im Juli 2025 wechselte Fernandes fest zum BSC Young Boys.

### Nationalmannschaft
Fernandes debütierte am 26. März 2016 beim 1:1 im Spiel gegen England in der Schweizer U-21-Nationalmannschaft. Sein erstes Tor erzielte er bei seinem zweiten Einsatz am 2. September 2016 gegen Kasachstan zum 3:0-Endstand. Insgesamt spielte er sechsmal für die U-21.
Am 13. November 2016 kam er beim 2:0-Sieg im WM-Qualifikationsheimspiel zur Weltmeisterschaft 2018 gegen die Färöer erstmals für die A-Nationalmannschaft zum Einsatz. Für die Europameisterschaft 2021 sowie die Weltmeisterschaft 2022 wurde er jeweils ins Nati-Kader berufen.

## Erfolge
FC Sion
- Schweizer Cupsieger: 2015